# Xarretera

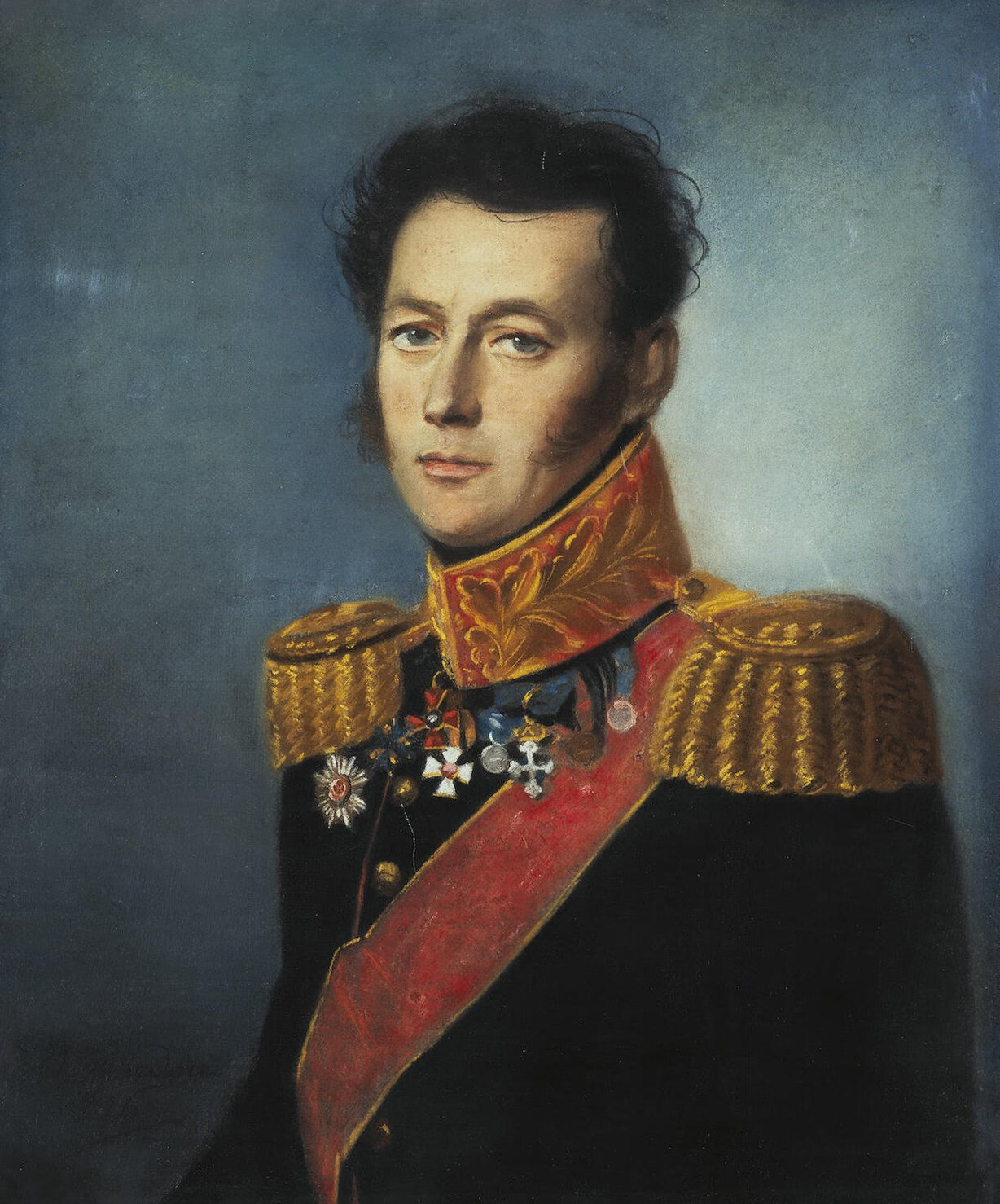
Retrat del general rus I. N. Skóbelev (1826) amb xarreteres

La xarretera o espatlleta és un ornament bàsicament militar (a voltes policial o civil), metàl·lic o de roba, que es duu sobre l'espatlla de la peça superior (casaca, guerrera, capot…) i té forma de musclera rematada en una pala rodona d'on penja un feix de cordonets. El mot català xarretera prové del francès jarretière ('garrotera'), segurament a través de l'espanyol charretera, i equival a l'espanyol charretera; al francès épaulette; a l'italià spallina; al portuguès dragona; al romanès epolet; a l'alemany Epaulette; a l'anglès epaulette (epaulet als EUA); al rus эполет (epolet del francès 'épaulette'); etc., etc.
La xarretera es fixa a l'espatlla de la peça superior:
- per l'extrem interior, passant el trau per un botó de vora el coll;
- per la zona central, mitjançant un passador de xarretera (cosit de través), o bé amb llaços lligats a la musclera o passats per ullets ad-hoc.

La funció de les xarreteres és indicar el grau militar del portador. Al principi això s'aconseguia únicament per forma, color, material, grandària, etc.; almenys des d'inicis del segle xix, a més a més, s'hi acullen les divises.

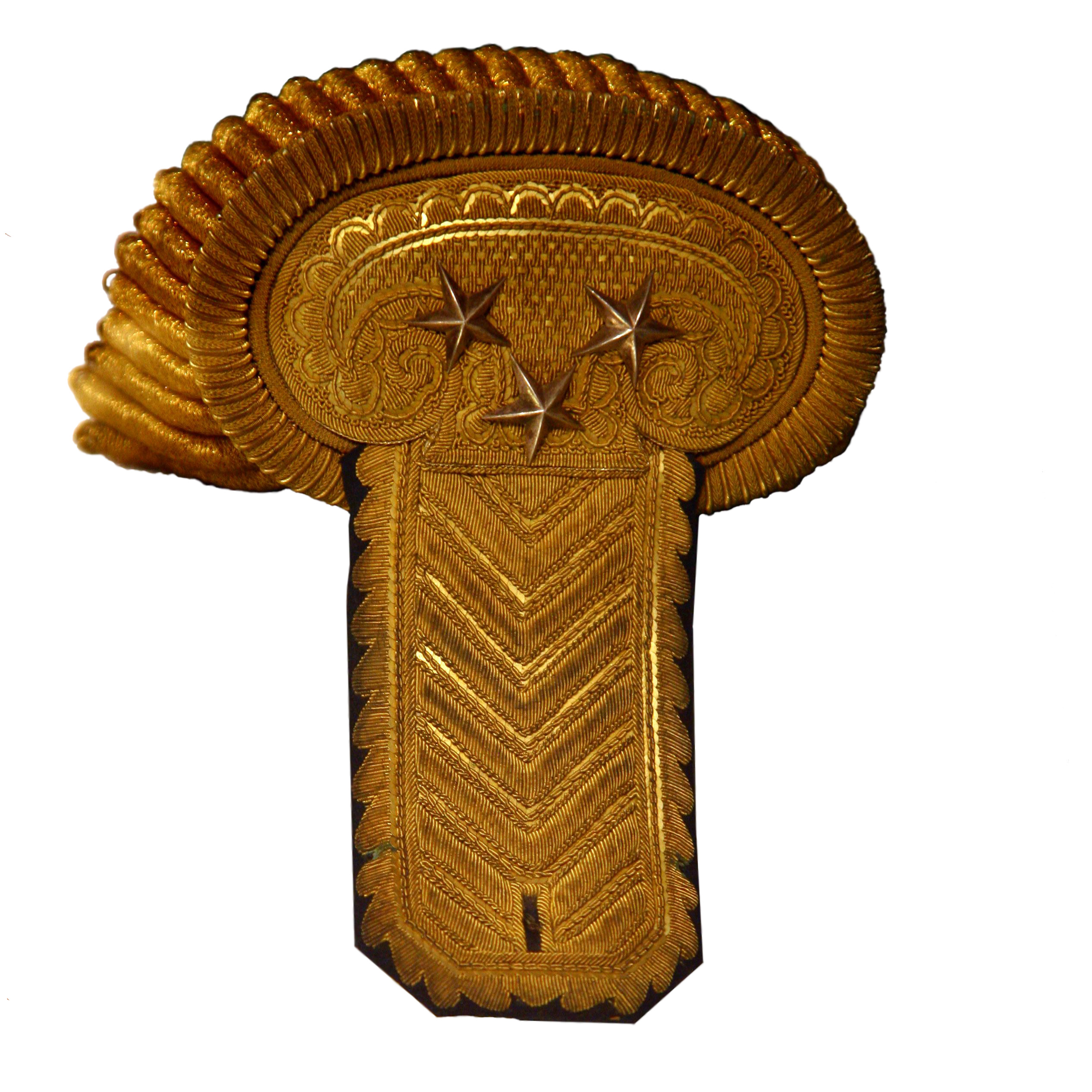
Manera de dur les divises sobre la xarretera

El més habitual és dur dues xarreteres, una en cada espatlla. Emperò, en molts exèrcits i en determinats períodes certs graus inferiors en duien només una, o bé portaven a l'altra espatlla l'anomenada contraxarretera (angl. counter-epaulette, esp. capona, fr. contre-épaulette, it. controspallina—el mateix mot que designa la 'musclera'--, port. charlateira, rom. contraepolet), idèntica a la xarretera però sense cordonets.
Les xarreteres sorgiren en el segle xviii al si de l'exèrcit francès i foren celèricament imitades pels altres exèrcits euròpids. Foren el sistema estàndard d'indicació del grau militar fins que, a partir del darrer terç del segle xix, i en les noves condicions de combat, llurs visibilitat i aparatositat extremes les feren obsoletes, de manera que foren abandonades en favor de la generalització de muscleres de roba (generalment fixes) i de divises dutes directament sobre l'uniforme (a la musclera, al coll, a la màniga...). En les armades, i també en alguns exèrcits com el rus, les xarreteres foren substituïdes per les pales. De llavors ençà les xarreteres es reserven exclusivament per a gran gala en aquells exèrcits que les han conservades.

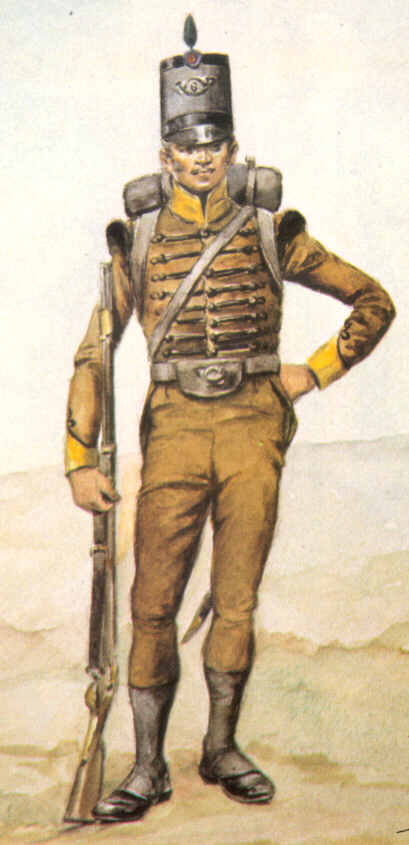
Soldat portuguès d'un regiment de caçadors (1811) amb xarreteres d'aleta

Tipus especials de xarretera, o elements estretament emparentats, i que alhora tenen en comú la manca de pala i de cordonets penjants, són:
- la xarretera d'aleta (angl. wing, esp. charretera de almohadilla, it. spallina all'inglese o spallina a salamino, port. granadeira), rematada en una peça en forma de mitja lluna que cobreix la costura de la màniga en el contacte amb el cos de la peça superior. Originàriament tenia com a funció d'impedir que s'escolés el corretjam. Típica de certs cossos de la infanteria britànica d'ençà el segle xviii, fou imitada per altres exèrcits.

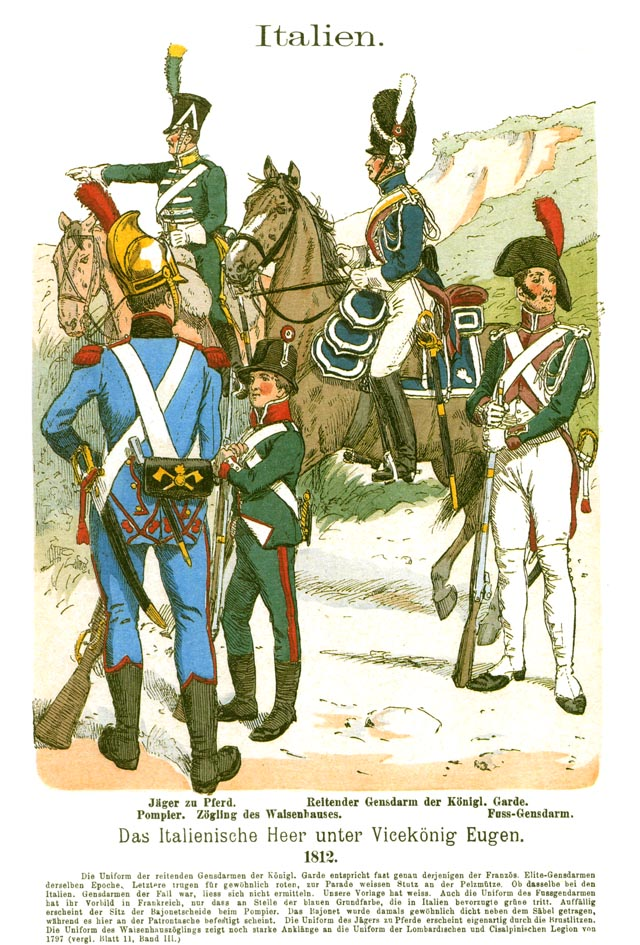
Soldats del Regne d'Itàlia napoleònic (1812). Els dos de l'extrem dret duen xarreteres de trèvol

- la xarretera de trèvol (angl. trefoil epaulette, fr. épaulette en trèfle, it. spallina a trifoglio o spallina intrecciata), rematada en tres nusos gruixuts que suggereixen un trèvol.
- el niu d'oreneta o niu d'oronella (al. Schwalbennest, angl. wing o swallow's nest, esp. nido de golondrina, fr. nid d'hirondelle, it. nido di rondine), rematat en una peça en forma de semicircumferència ornamentada amb franges. D'origen alemany, és característic de l'uniforme de gala dels músics militars en força exèrcits.

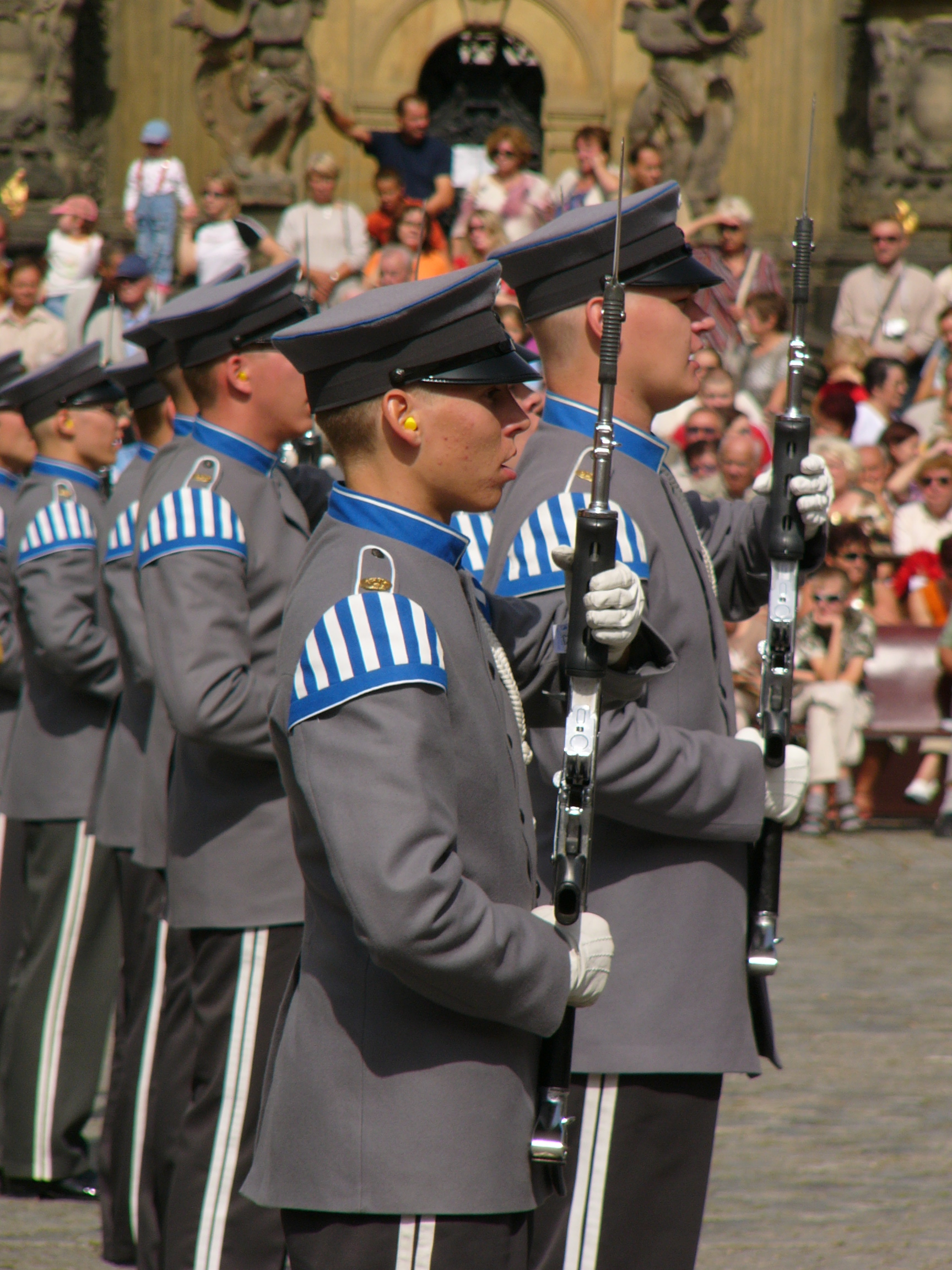
Banda militar finlandesa amb nius d'oreneta

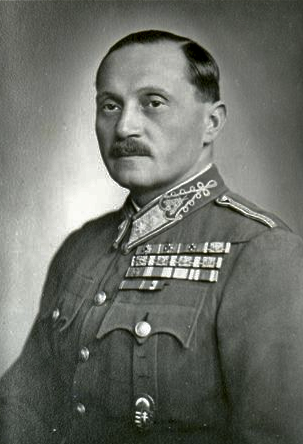
Oficial hongarès dels anys trenta amb el grau indicat per cordó trenat sobre l'espatlla

En el període de plena vigència de les xarreteres hi hagué sistemes alternatius d'indicació del grau, entre els quals hom pot citar:
- el cordó trenat sobre l'espatlla (damunt la musclera o directament sobre l'uniforme), a la manera de nus hongarès.
- les divises dutes directament sobre el passador de xarretera (angl. epaulette strap o passant, esp. falsa charretera, fr. noeud d'épaulette, passant o attente d'épaule, it. passante per spallina). Fou el sistema característic de l'exèrcit dels EUA durant la segona meitat del segle xix, quan les xarreteres ja s'havien reservat per a gala però encara no es duien les divises directament sobre l'uniforme. Aquest sistema és força familiar per als espectadors de western. L'exèrcit japonès l'usà, per a uniformes altres que de gala, fins a mitjan segle xx. També es podien veure passadors de xarretera, per exemple, en l'uniforme de passeig de l'oficialitat francesa d'entreguerres, pel fet que es tractava del de gala però dut sense xarreteres.

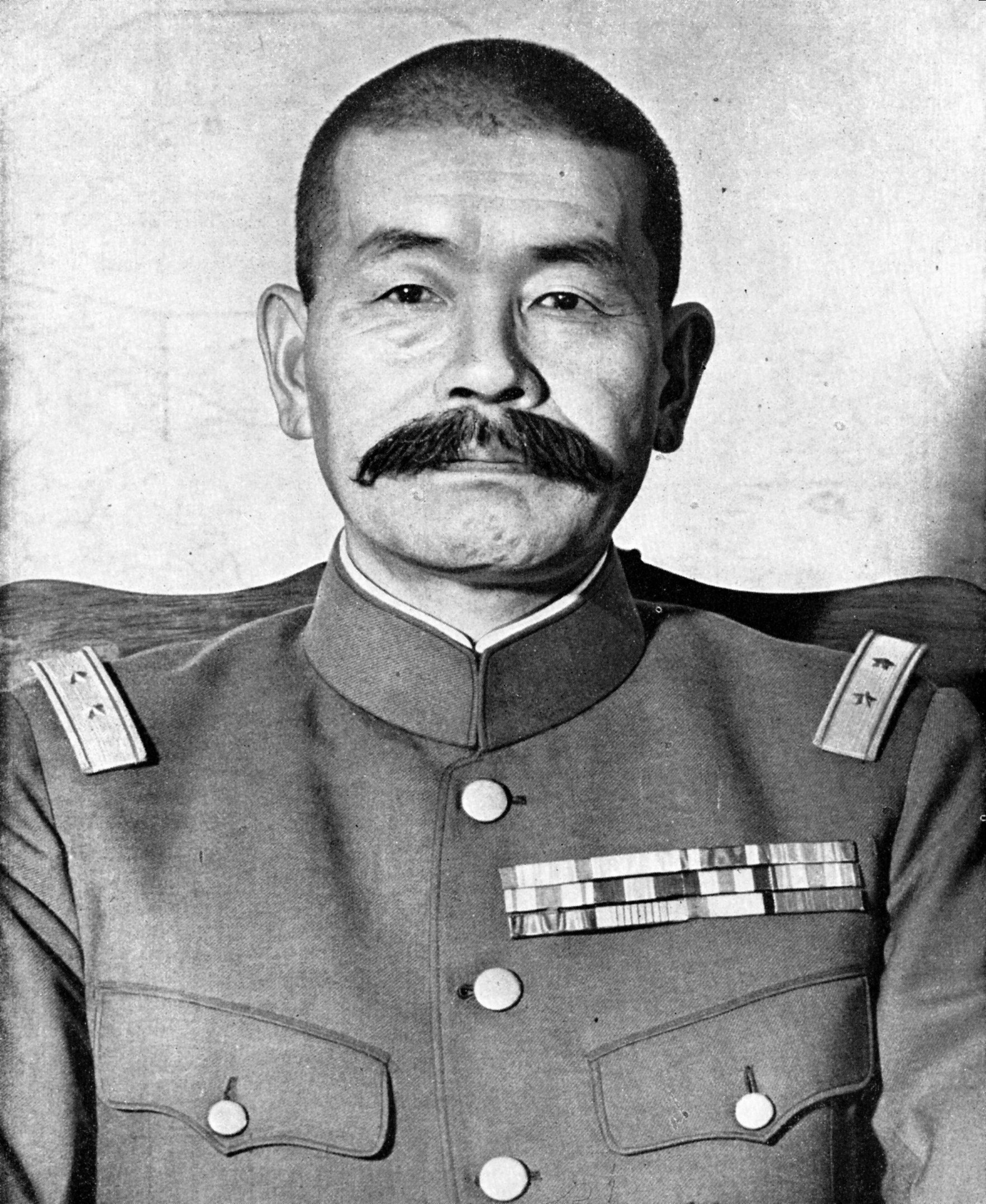
El general japonès Shizuichi Tanaka (1943) amb les divises dutes sobre passadors de xarreretera